# Třída Montgomery
Třída Montgomery byla třída chráněných křižníků námořnictva Spojených států amerických. Třídu tvořily tři jednotky, pojmenované Montgomery, Detroit a Marblehead. Ve službě byly v letech 1893–1921. Jejich slabinou byla nízká rychlost a slabé pancéřování.

## Stavba
Objednány roku 1888. Celkem byly postaveny tři jednotky této třídy, zařazené do služby v letech 1893–1894. První dvě postavila loděnice Columbian Iron Works v Baltimore a třetí loděnice City Point Iron Works v Bostonu.
Jednotky třídy Montgomery:
| Jméno                 | Loděnice              | Založení kýlu | Spuštěna         | Vstup do služby   | Poznámka                                                                                      |
| --------------------- | --------------------- | ------------- | ---------------- | ----------------- | --------------------------------------------------------------------------------------------- |
| USS Montgomery (C-9)  | Columbian Iron Works  | 1890          | 5. prosince 1891 | 21. června 1894   | Roku 1918 přejmenován na Anniston, vyřazen 1919.                                              |
| USS Detroit (C-10)    | Columbian Iron Works  | 1890          | 28. října 1891   | 20. července 1893 | Vyřazen 1910.                                                                                 |
| USS Marblehead (C-11) | City Point Iron Works | 1890          | 11. srpna 1892   | 2. dubna 1894     | V letech 1910–1917 zapůjčen organizaci Naval Militia, od roku 1920 dělový člun, vyřazen 1921. |

## Konstrukce

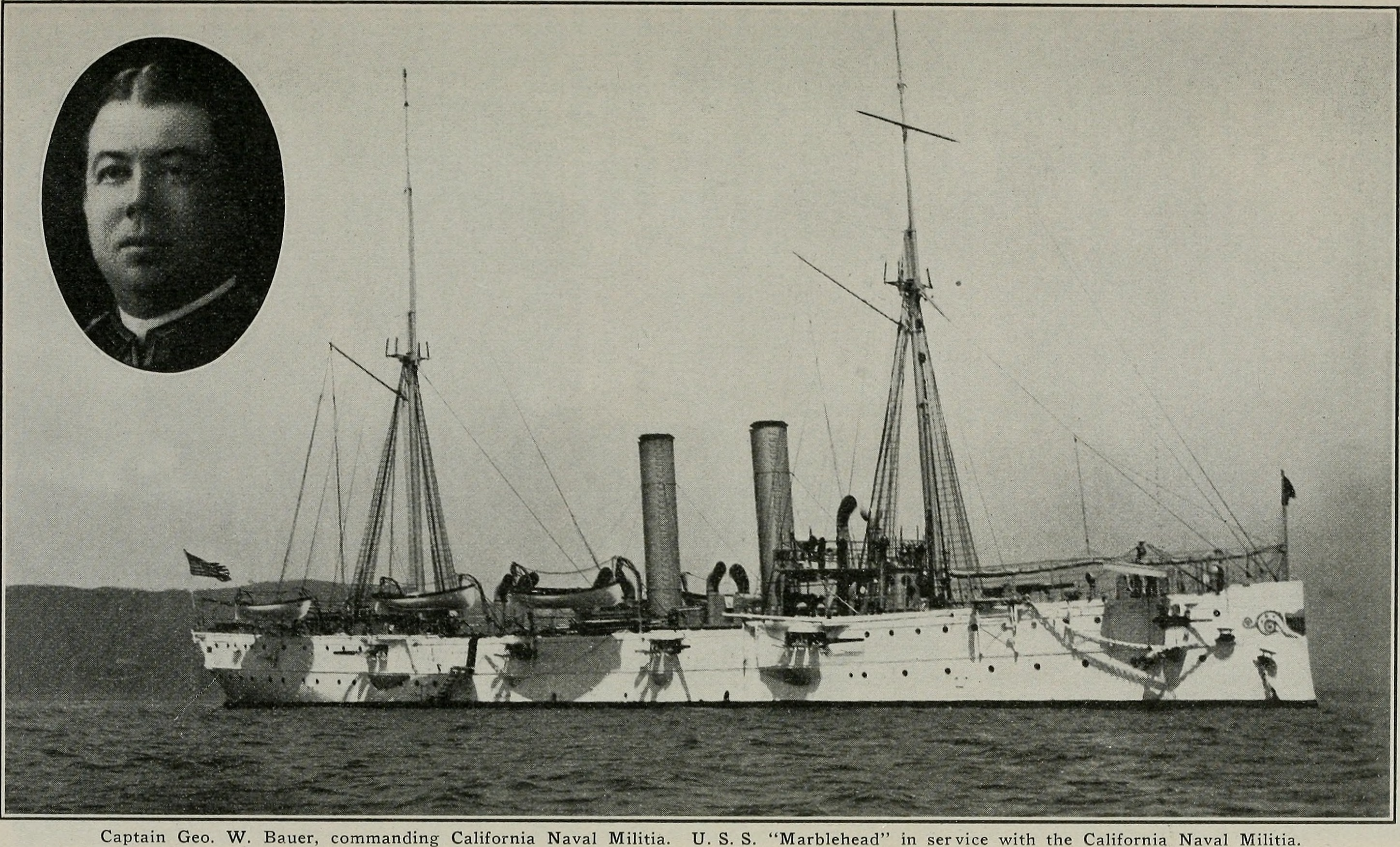
USS Marblehead (C-11)

Hlavní výzbroj třídy tvořilo devět 127mm kanónů, šest 57mm kanónů, dva 37mm kanóny a tři 450mm torpédomety. Pohonný systém tvořilo šest kotlů a parní stroje o výkonu 5400 hp. Lodní šrouby byly dva. Nejvyšší rychlost dosahovala 17 uzlů.